# 10026 Sophiexeon
10026 Sophiexeon è un asteroide della fascia principale. Scoperto nel 1980, presenta un'orbita caratterizzata da un semiasse maggiore pari a 2,5703395 au e da un'eccentricità di 0,1725605, inclinata di 8,74337° rispetto all'eclittica.
L'asteroide è dedicato alla musicista e disc jockey britannica Sophie Xeon.